# Bulut Aras
Bulut Aras, né Uğur Fidan le 15 mars 1953 dans le district de Pamukkale (Denizli), est un acteur de cinéma et de télévision turc.

## Biographie
Bulut Aras naît dans une famille de 10 enfants dans le village de Yukarışamlı (tr) (district de Pamukkale, Province de Denizli). Il travaille dans les champs de coton pendant son enfance. Après ses études au lycée de Denizli, il poursuit des études de commerce à l'Université de Marmara.
Il participe à un concours de cinéma, roman-photo et télévision, avec comme membres du jury Hakan Balamir, Ayhan Işık et Türkan Şoray et il est selectionné. Il commence en 1976 avec Hain (littéralement Traître), et est employé par Arzu Film, sous la direction d'Ertem Eğilmez. Il joue dans environ 50 films. C'est la série télévisée Deli Yürek qui le rend célèbre, dans le rôle de Kara Hamit.
Il est membre fondateur de la Çağdaş Sinema Oyuncuları Derneği (ÇASOD, littéralement : Association des acteurs du cinéma contemporain).

## Filmographie partielle
- 1977 : Hain de Yücel Hekimoglu: Ekrem
- 1978 : Minik Serçe (tr) d'Atıf Yılmaz : Orhan
- 1978 : Sultan (tr) de Kartal Tibet (tr) : Kemal
- 1978 : Tatlı Nigâr (tr) de Orhan Aksoy (tr) : Ahmet
- 1979 : Derya Gülü de Süreyya Duru : Sinan
- 1979 : Mücevher Hırsızları (en italien : Lo scoiattolo) de Guido Zurli : Daniel Murat
- 1981 : Toprağın Teri (tr) de Natuk Baytan
- 1985 : Eroin Hattı de Remzi Jöntürk : Koç Ali
- 1985 : O Kadınlardan Biri d'Ülkü Erakalin : Yalçin
- 1986 : Kuşatma de Yilmaz Duru
- 1988 : Bir Irmağa Yolculuk (tr) de Oğuz Yalçın
- 1990 : Hanımın Çiftliği (tr), série télévisée, trois épisodes (1.1-2; 1.4) : Habib
- 1992 : Sürgün de Mehmet Tanrısever
- 1993 : Beşinci Boyut (tr) d'İsmail Güneş
- 1998 : Aynalı Tahir (tr), série télévisée, 30 épisodes : Harputlu Celal
- 1999 : Deli Yürek, série télévisée, 7 épisodes : Kara Hamit
- 2001 : Benim İçin Ağlama (tr), mini-série télévisée : Aziz
- 2007 : Vazgeç Gönlüm (tr), série télévisée, un épisode : Hasan
- 2008 : Büyük Şeytan Üçgeni (tr) de Yücel Ünlü : Baba Nazım
- 2011 : Hop Dedik: Deli Dumrul de Oguz Yalçin : Koca Reis Ihsan Bey
- 2011 : Sen de Gitme (tr), série télévisée
- 2017 : Aşka Racon Sökmez